# Académie européenne de philatélie
Pour les articles homonymes, voir Académie européenne.
L’Académie européenne de philatélie (AEP) est une association qui veut assurer la promotion de la philatélie et des études philatéliques.

## Historique
Créé en 1977 sur l'initiative de Jean Storch et Robert Françon (en), deux philatélistes français, l’Académie d'Études postales comprenait le 28 janvier 1978 24 académiciens fondateurs dont 7 étrangers et voulait se faire rencontrer des philatélistes, des éditeurs, des marchands et des dirigeants de fédérations philatéliques de toute l'Europe pour promouvoir ce loisir et les études sur ce thème.
En 1988, elle devient Académie européenne d'études philatéliques et postales (AEEPP). En 2000, elle prend le nom d’Académie européenne de philatélie. Non limitée en nombre de membres, l'Académie compte 270 membres de 34 pays en janvier 2005.

## Organisation
Son siège est au Musée de la Poste, à Paris, comme l'Académie de philatélie fondée en 1928.
L'Académie comprend des membres actifs élus par l'assemblée des membres et participant aux activités de l'Académie et à des manifestations de promotion de la philatélie. Des membres d'honneur peuvent être choisis parmi des personnalités : anciens ministres des postes, directeur général de l'UPU ; par exemple, le prince Rainier III a été fait membre d'honneur de l'AEP en 1997.

## Activités
L'Académie édite deux revues ;
- Trait d'union sur les activités de l'AEP
- Opus qui publie dans un numéro annuel des études philatéliques et postales.

Les membres de l'Académie s'efforcent de participer à des expositions philatéliques en Europe.

## Présidents de l'AEP
- Robert Françon (en), 1978-1981
- Jean Storch, 1981-1983
- Pierre Broustine, 1983-1986
- Philippe Roumet, 1986-1989
- Robert Françon (en), 1989-1999
- Jean-Pierre Mangin, 2000-6 juin 2007[2]
- Hendrik Slabbinck, 2007-2013
- Bruno Crevato-Selvaggi, 2014 -2017
- Jean Voruz, 2017 -